# Fraccions equivalents
Per obtindre fraccions equivalents a una fracció donada, es multipliquen o divideixen els dos termes de la fracció per un mateix nombre diferent de zero. Són fraccions equivalents aquelles que representen el mateix nombre racional.

## Definició
Es defineix la relació entre dues fraccions {\displaystyle a/b} i {\displaystyle c/d} de la forma següent:
{\displaystyle (a/b)R(c/d)\leftrightarrow a*d=b*c}
Així, dues fraccions estan relacionades si els productes creuats dels numeradors i dels denominadors són idèntics.
La relació definida d'aquesta manera és reflexiva, simètrica i transitiva. Per tant, es tracta d'una relació d'equivalència.

## Comprovació d'equivalència
Existeixen diferents mètodes per tal de comprovar si dues fraccions són o no són equivalents.

### Pas a forma decimal
Qualsevol fracció es pot transformar en un nombre decimal (però no sempre a la inversa). Per fer-ho es divideix el numerador entre el denominador, de la forma següent:
En primer lloc convertim la primera fracció:
{\displaystyle {\frac {3}{4}}=3:4=0.75}
Després, convertim la segona fracció:
{\displaystyle {\frac {12}{16}}=12:16=0.75}
Com que els nombres decimals coincideixen (0,75), podem assegurar que les fraccions {\displaystyle {\frac {3}{4}}} i {\displaystyle {\frac {12}{16}}} són equivalents.
Aquest mètode és especialment eficaç per tal de trobar entre moltes fraccions quines d'elles són equivalents entre si.